# رادیو نرم‌افزاری

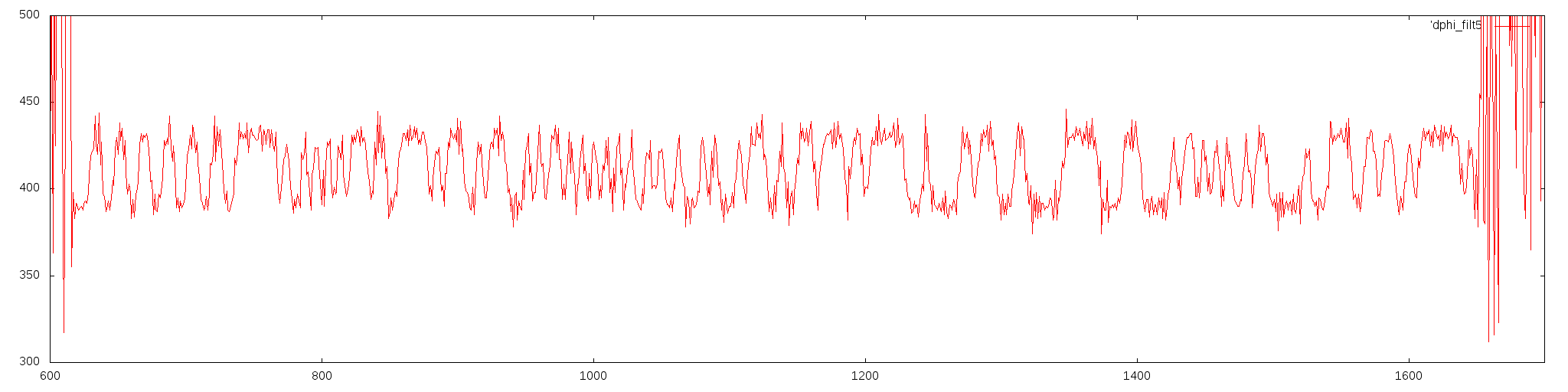
قاب سیستم شناسایی خودکار

رادیوی نرم‌افزاری (به انگلیسی: Software-defined radio) یک سیستم رادیو مخابراتی است که مؤلفه‌هایی که معمولاً به‌صورت سخت‌افزاری هستند (برای نمونه میکسر، فیلتر، مدولاسیون/دمودولاتور، آشکارساز و تقویت‌کننده الکترونیکی) را به صورت نرم‌افزار پیاده‌سازی می‌کند.
از انواع آن می‌توان RTL_SDR , HACKRF,LIMESDR , BLADERF نام برد.
رادیوهای سنتی مبتنی بر سخت‌افزار قابلیت همکاری را محدود می‌کنند و فقط می‌توان آن‌ها را اصلاح کرد. تغییرات از طریق سخت افزار منجر به هزینه های تولید بالاتر و حداقل انعطاف پذیری در پشتیبانی از استانداردهای چند شکل موج می شود. رادیو نرم افزاری راه حلی کارآمد و نسبتاً ارزان برای این مشکل ارائه می دهد، رادیو نرم افزاری بستری را برای توسعه دستگاه های بی سیم چند حالته، چند باند و/یا چند منظوره فراهم می کند که با استفاده از نرم افزار قابل بهبود هستند.